# Ronald
Ronald je mužské křestní jméno keltského původu. Pochází ze starého jména Ragnvaldr, které vzniklo spojením dvou slov, regin (rada, rozhodnutí) a valdr (moc, vládce). Vykládá se jako moudrý vládce. Svátek slaví dne 9. února, spolu se jménem Apolena.
Svatý Ronald, neboli Rögnvald Kali Kolsson, byl norský jarl žijící na Orknejích, který je katolickou církví uznáván za svatého. Za svého života inicioval výstavbu katedrály svatého Magnuse na Orknejích a vykonal pouť do Svaté země.
Jméno Ronald nemá nic společného s podobně znějícími jmény Roland a Romuald.

## Domácké podoby
Mezi domácké podoby jména Ronald patří Ron, Ronek, Roneček, Ronaldek, Ronaldík, Roník apod.

## Výskyt a obliba
V Česku, stejně jako v ostatních zemích se slovanskými jazyky, jméno Ronald nikdy příliš běžné ani oblíbené nebylo. Byly tři hlavní vlny obliby, a to největší v letech 1965 – 1980 (nejvíce nositelů za rok, 8, se narodilo v letech 1969, 1974 a 1979) a menší v letech 1988 – 1998 (nejvíce 6 nositelů za rok) a poté v letech 2003 – 2006 (nejvíce 5 nositelů za rok).
Podle přibližných údajů z roku 2014 je Ronald 207. nejčastějším jménem na světě. Na celém světě žije přibližně 2,6 milionů nositelů, z toho 44 % (1,16 milionů) žije v USA. Nejvyšší četnost tohoto jména je v USA, kde jde o 40. nejčastější jméno, poté na Filipínách, kde je na 23. místě, a v Ugandě, kde je na 28. místě. V Evropě se nejčastěji vyskytuje ve Velké Británii, konkrétně v Anglii, kde jde o 92. nejčastější jméno, poté v Nizozemsku, kde jde o 24. nejčastější jméno a v Německu, kde jde o 352. nejčastější jméno.

## Známí nositelé
- Ronald Agénor – haitský tenista
- Ronald de Boer – nizozemský fotbalista
- Ronald H. Coase – britský ekonom
- Ronald Colman – britský herec
- Ronald Desruelles – belgický atlet
- Ronald Dworkin – americký filozof práva
- Ronald Evans – americký vojenský letec a astronaut
- Ronald Fairbairn – skotský psychiatr a psychoanalytik
- Ronald Fisher – americký statistik, revoluční biolog a genetik
- Ronald Garan – americký astronaut
- Ronald John Grabe – americký vojenský letec a astronaut
- Ronald Knot – český hokejista
- Ronald Koeman – nizozemský fotbalista a trenér
- Ronald Kraus – český textař
- Ronald Lauder – americký podnikatel a filantrop
- Ronald McNair – americký astronaut
- Ronald D. Moore – americký scenárista a televizní producent
- Ronald Mulder – nizozemský rychlobruslař
- Ronaldo Luis Nazario de Lima – brazilský fotbalista
- Ronald Neame – americký kameraman, scenárista, režisér a filmový producent
- Ronald Anthony Parise – americký astronom a astronaut
- Ronald Petrovický – slovenský hokejista
- Ronald Pognon – francouzský atlet
- Ronald Pope – anglický sochař a malíř
- Ronald Reagan – 40. prezident Spojených států amerických
- Ronald L. Rivest – americký odborník v oblasti kryptografie
- Ronald Seitl – český kytarista
- Ronald Šiklić – chorvatský fotbalista
- Ronald Tavel – americký režisér, scenárista, dramatik a herec
- John Ronald Reuel Tolkien – anglický spisovatel
- Ronald Waterreus – nizozemský fotbalista
- Ronald Wayne – jeden ze zakladatelů společnosti Apple
- Ronald Weigel – německý atlet
- Ronald George Wreyford Norrish – anglický fyzikální chemik

### Fiktivní osoby
- Ronald Weasley – fiktivní postava z knižní a filmové série Harry Potter